# أشلي براون (لاعبة كرة قدم)
أشلي براون (بالإنجليزية: Ashley Brown)‏ هي لاعبة كرة قدم أسترالية، ولدت في 4 ديسمبر 1994 في أستراليا. شاركت مع منتخب أستراليا الوطني لكرة القدم للسيدات تحت 20 سنة ‏ ومنتخب أستراليا لكرة القدم للسيدات. أما مع النوادي، فقد لعبت مع Melbourne Victory FC (W-League) ‏.